# Antal Zalai
Antal Zalai (* 31. Januar 1981 als Antal János Szalai  in Budapest) ist ein ungarischer Geiger.

## Werdegang
Zalai entstammt einer Musikerfamilie, seine Vorfahren bis zu seinem Urgroßvater waren bereits Musiker. Fünfjährig erhielt er den ersten Violinunterricht von seinem Vater, von seinem siebenten bis vierzehnten Lebensjahr waren László Dénes, Jozef Kopelman und Péter Komlós seine Lehrer. Sein Studium am Königlichen Konservatorium Brüssel schloss er 2009 ab. Daneben besuchte er Meisterklassen von Erick Friedman, Pinchas Zukerman, Tibor Varga, Lewis Kaplan, Isaac Stern, György Pauk und anderen.
Als Konzertgeiger debütierte Zalai zwölfjährig bei einer von Monica Bellucci moderierten UNESCO-Gala, die von der RAI übertragen wurde. Im Folgejahr trat er bei einer Klassik-Gala des schwedischen Fernsehens unter der Leitung von Paavo Järvi auf. Zum 80. Geburtstag Yehudi Menuhins spielte er fünfzehnjährig in der Franz-Liszt-Musikakademie Béla Bartóks Violinkonzert Nr. 1. 1999 nahm er mit János Starker, Tibor Varga und György Sebők sein erstes Album auf.
Er trat mit dem Royal Liverpool Philharmonic Orchestra, dem Deutschen Symphonie-Orchester Berlin, der Hong Kong Sinfonietta und beim Galakonzert Frühling in Wien der Wiener Symphoniker unter Fabio Luisi auf. In jüngerer Zeit folgten Auftritte u. a. mit der Staatsphilharmonie Nürnberg und den Brandenburger Symphonikern in Deutschland, zudem auch in Mexiko, Brasilien, Kuwait, Russland, Belgien, Slowenien und Ungarn.